# چارلز سیمنز
چارلز سیمنز (انگلیسی: Charles Simons؛ ۲۷ سپتامبر ۱۹۰۶ – ۵ اوت ۱۹۷۹) یک بازیکن فوتبال اهل بلژیک بود.
وی همچنین در تیم ملی فوتبال بلژیک بازی کرده است.